# Gielniów
Gielniów – miasto w Polsce położone w województwie mazowieckim, w powiecie przysuskim, siedziba miejsko-wiejskiej gminy Gielniów oraz rzymskokatolickiej parafii bł. Władysława z Gielniowa.
Miejscowość ma status sołectwa.
Gielniów uzyskał lokację miejską około 1455 roku. Został pozbawiony praw miejskich 13 stycznia 1870 i włączony do gminy Smogorzów w powiecie opoczyńskim, którą przekształcono w gminę Goździków. W latach 1870–1954 w wiejskiej gminie Goździków, 1954–1972 siedziba gromady Gielniów (od 1956 w powiecie przysuskim), a od 1973 nowej gminy Gielniów. W latach 1975–1998 należał administracyjnie do województwa radomskiego. 1 stycznia 2024 odzyskał status miasta.
Według danych GUS z 1 stycznia 2024 r. miasto liczyło 776 mieszkańców, będąc drugim najsłabiej zaludnionym miastem w województwie.

## Historia

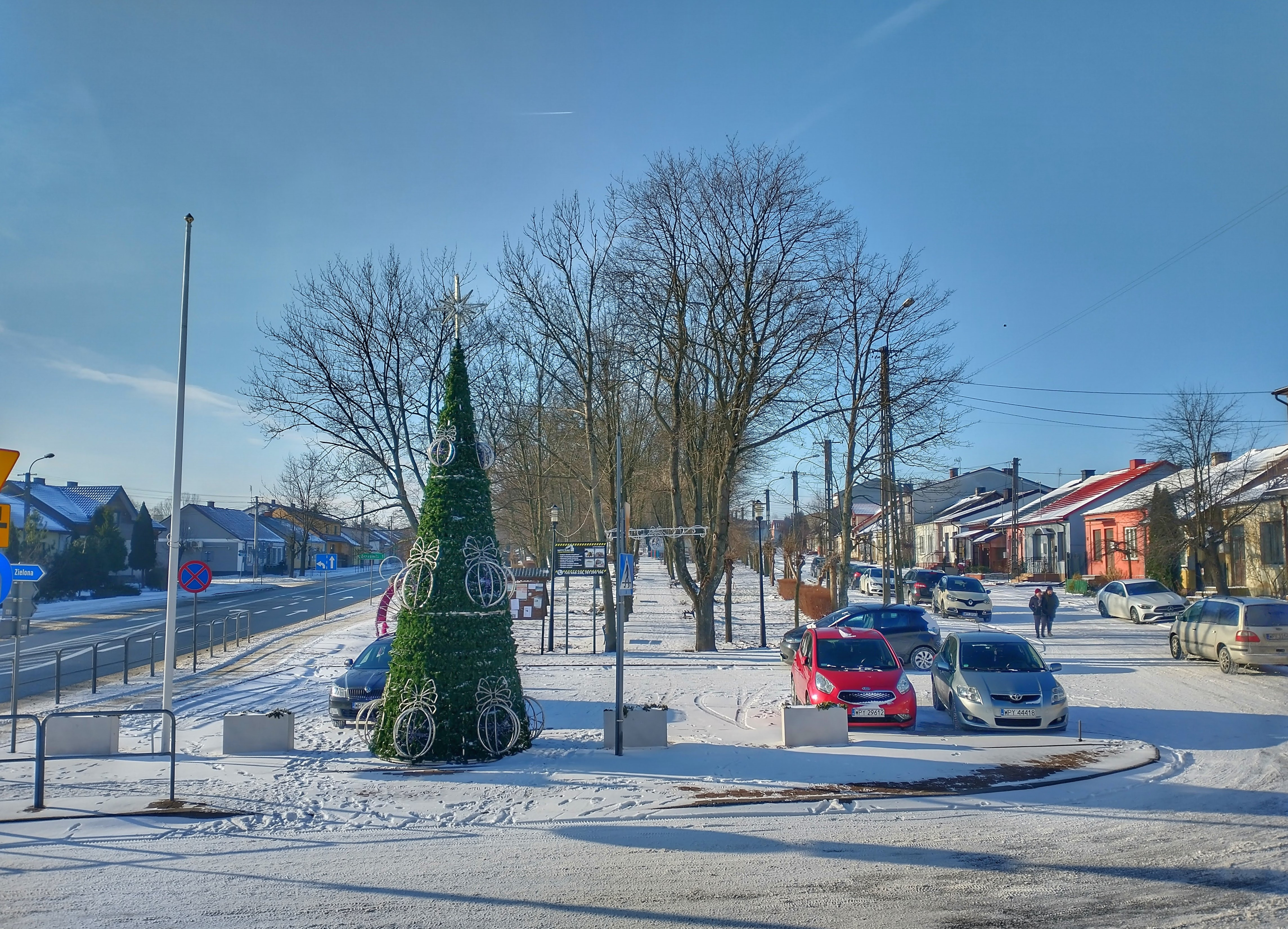
Plac Wolności (rynek)

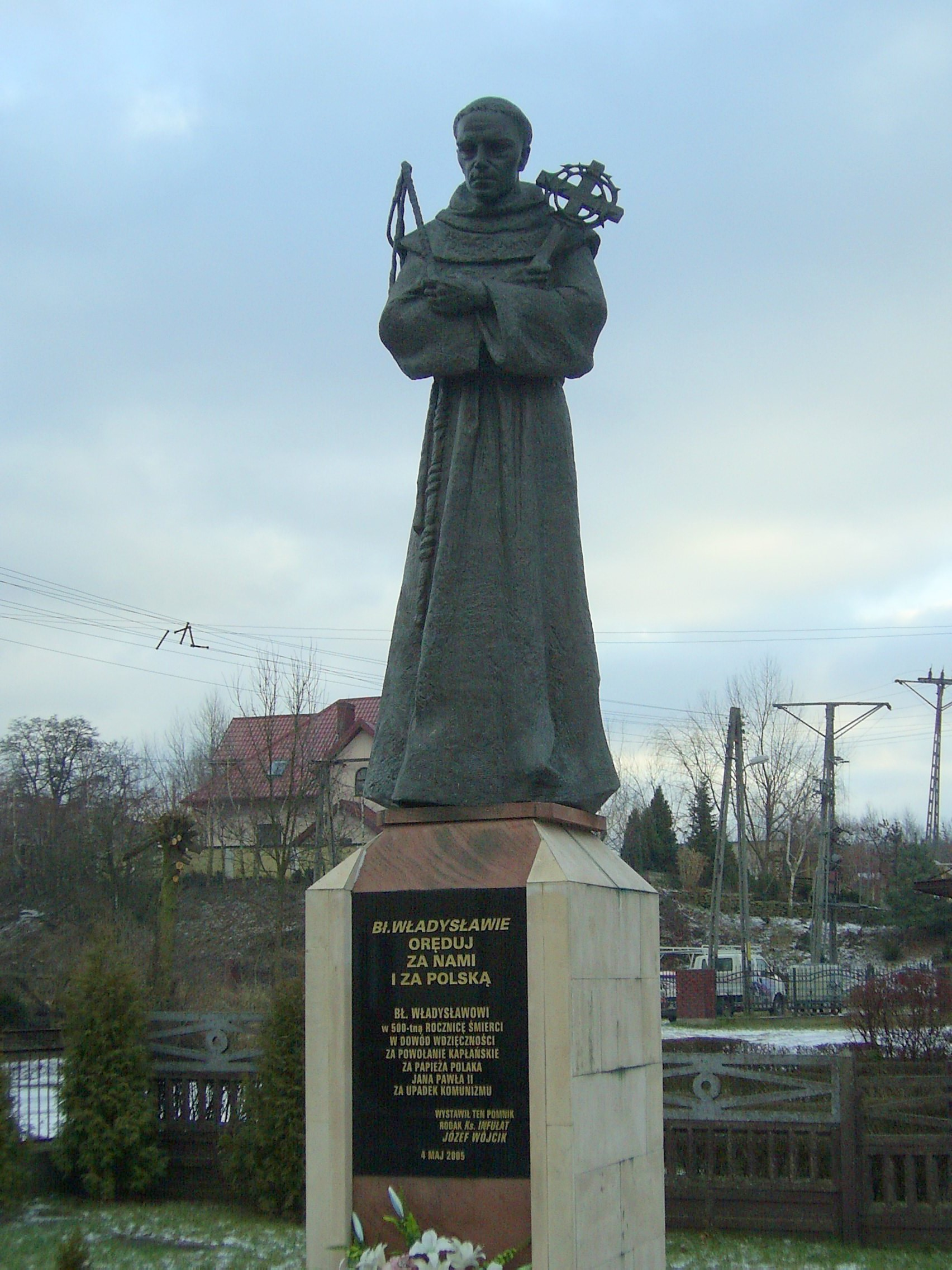
Pomnik Władysława z Gielniowa

Miasto Gielniów powstało w roku 1455, przy szlaku handlowym biegnącym z Radomia do Piotrkowa Trybunalskiego. Jego założycielem był Tomasz Mszczuj z Brzezinek. W połowie XIV wieku Gielniów liczył zaledwie 96 osób, w XVII wieku 121 mieszkańców, a w początkach XIX wieku były tu 72 domy i 491 mieszkańców. Pod koniec XIX wieku Gielniów stracił prawa miejskie i stał się osadą.
Okoliczna ludność zajmowała się przede wszystkim rolnictwem, ale także kamieniarstwem oraz wyrobem piwa. W roku 1455 miasto otrzymało od Kazimierza Jagiellończyka przywilej urządzania jarmarków, a 1760 roku król August III nadał sześć dodatkowych jarmarków.

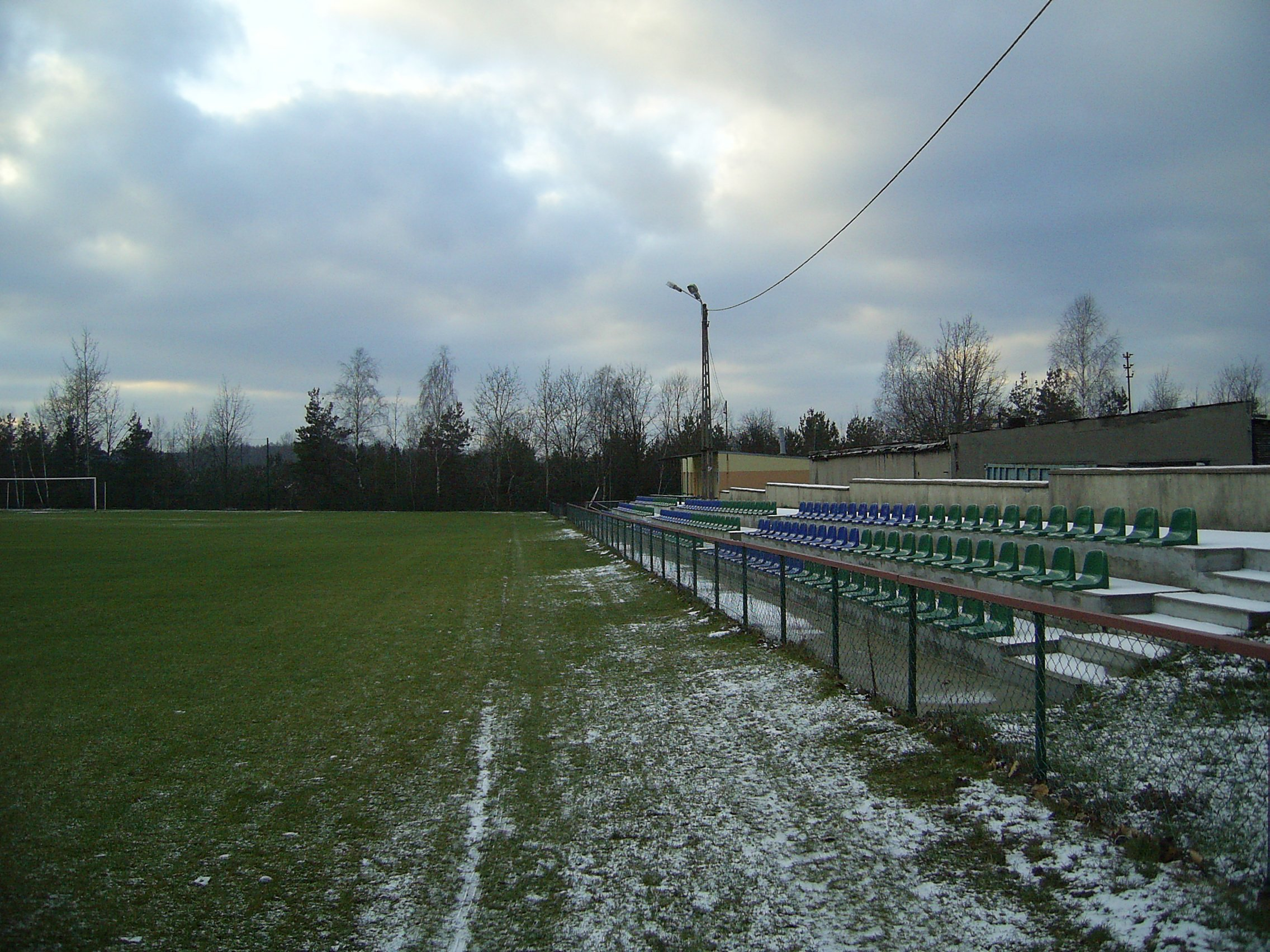
Stadion w Gielniowie

Mieszkańcy Gielniowa i okolicy wielką czcią otaczali i otaczają swego rodaka, błogosławionego Władysława. Obrali go za patrona, a jego podobiznę od 1962 roku umieścili w herbie miejscowości. Pierwszy drewniany kościół z czasów bł. Władysława spłonął w 1806 roku, a miasteczko zostało niemal zupełnie zniszczone. W kościele wybudowanym w latach 1861–1866 znajduje się relikwiarz błogosławionego, a w głównym ołtarzu obraz z jego postacią.
Władysław był twórcą pieśni religijnych w języku łacińskim, a także pierwszym znanym z imienia autorem pieśni religijnych w języku polskim. W miejscu, gdzie według przypuszczeń stał dom, w którym urodził się Władysław, mieszkańcy Gielniowa wybudowali w 1832 roku kapliczkę. Obok niej znajduje się figura ufundowana przez okoliczną ludność w 1983 roku, wyobrażającą postać błogosławionego Władysława.
Źródła historyczne mówią o istnieniu w Gielniowie szkoły parafialnej, w której pierwsze nauki pobierał sam błogosławiony Władysław, gdzie uczył się pisać i śpiewów liturgicznych. W 1910 roku po lewej stronie szosy przy wyjeździe z Gielniowa w stronę Przysuchy, stanął murowany dom szkolny. W lipcu 1928 roku pożar nawiedził wschodnią część Gielniowa, począwszy od rzeki Gielniowianki w stronę Przysuchy. W czasie tego pożaru spaliła się szkoła powszechna, której kierownikiem był Władysław Hanusiewicz. Po spaleniu się budynku szkolnego lekcje odbywały się w prywatnych mieszkaniach.
W 1945 roku kierownik szkoły Jan Kupiec i komitet rodzicielski doprowadzili do zaadaptowania na szkołę budynku pożydowskiego. Działalność pedagogiczną prowadzono tam do 1962 roku. Od 1 września 1962 roku została oddana nowa szkoła podstawowa w Gielniowie. Dnia 1 września 1999 roku w budynku przy ulicy Szkolnej 5 powstało gimnazjum publiczne.
3 lutego 1943 roku oddział Gwardii Ludowej pod dowództwem Józefa Rogulskiego ps. „Wilk” zaatakował policjantów przeprowadzających łapankę w miejscowości. Policjantów przepędzono. Nazajutrz gwardziści biwakujący w lesie pod Gielniowem zostali otoczeni przez oddziały żandarmerii niemieckiej i SS (ok. 300 ludzi). W wyniku bitwy gwardziści (ok. 50 partyzantów) musieli się wycofać tracąc 8 zabitych.

## Zabytki
W Gielniowie znajdują się dwa obiekty wpisane do rejestru zabytków województwa mazowieckiego. Są to:
- kościół parafialny pw. św. Władysława z Gielniowa (nr rej.: 439/A/57 z 19.02.1957, 735/A/72 z 19.04.1972 i 62/A z 5.03.1981)
- kaplica pw. św. Władysława z Gielniowa, nr rej.: jw.

## Galeria – małomiasteczkowa zabudowa rynku

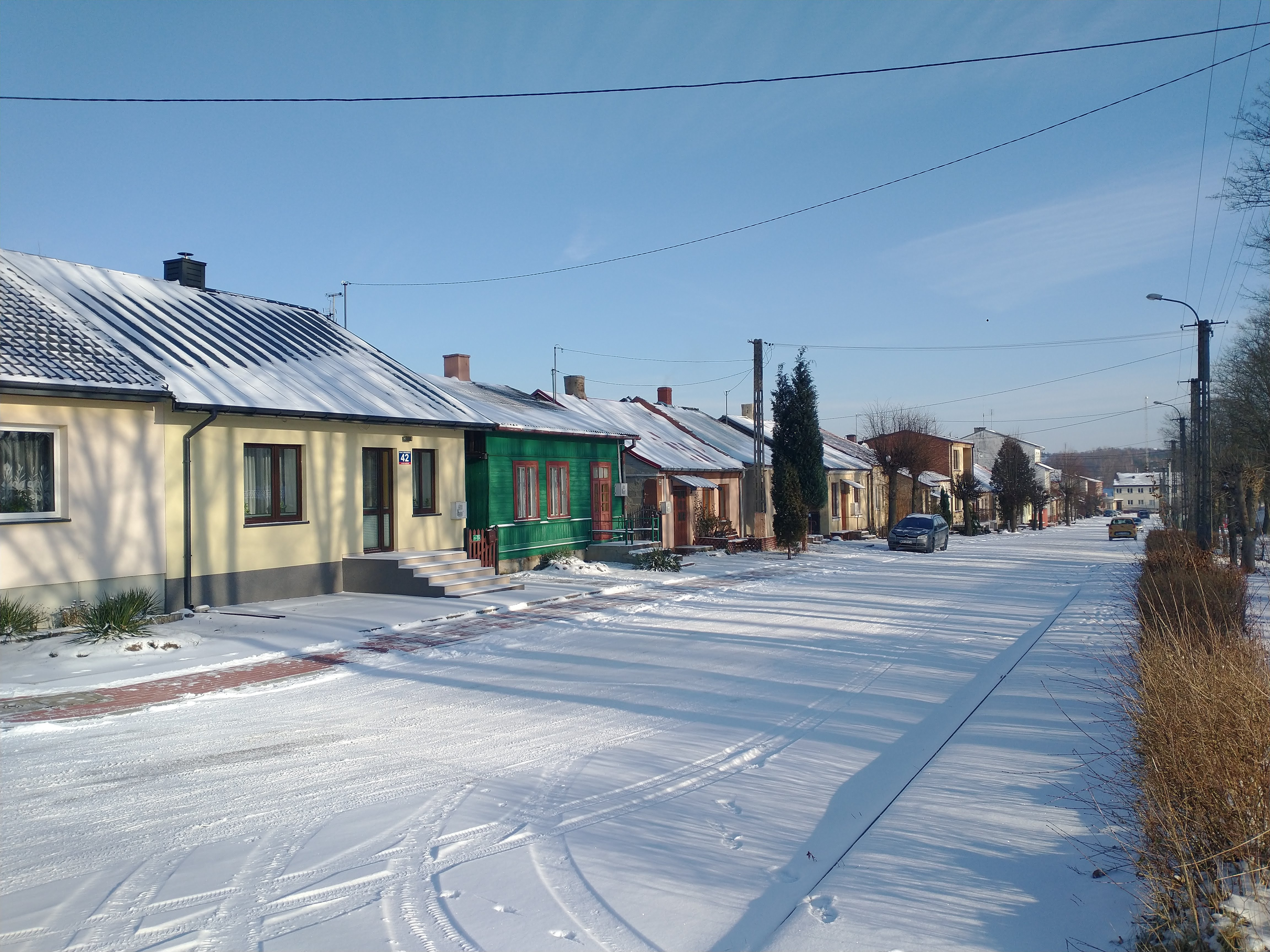
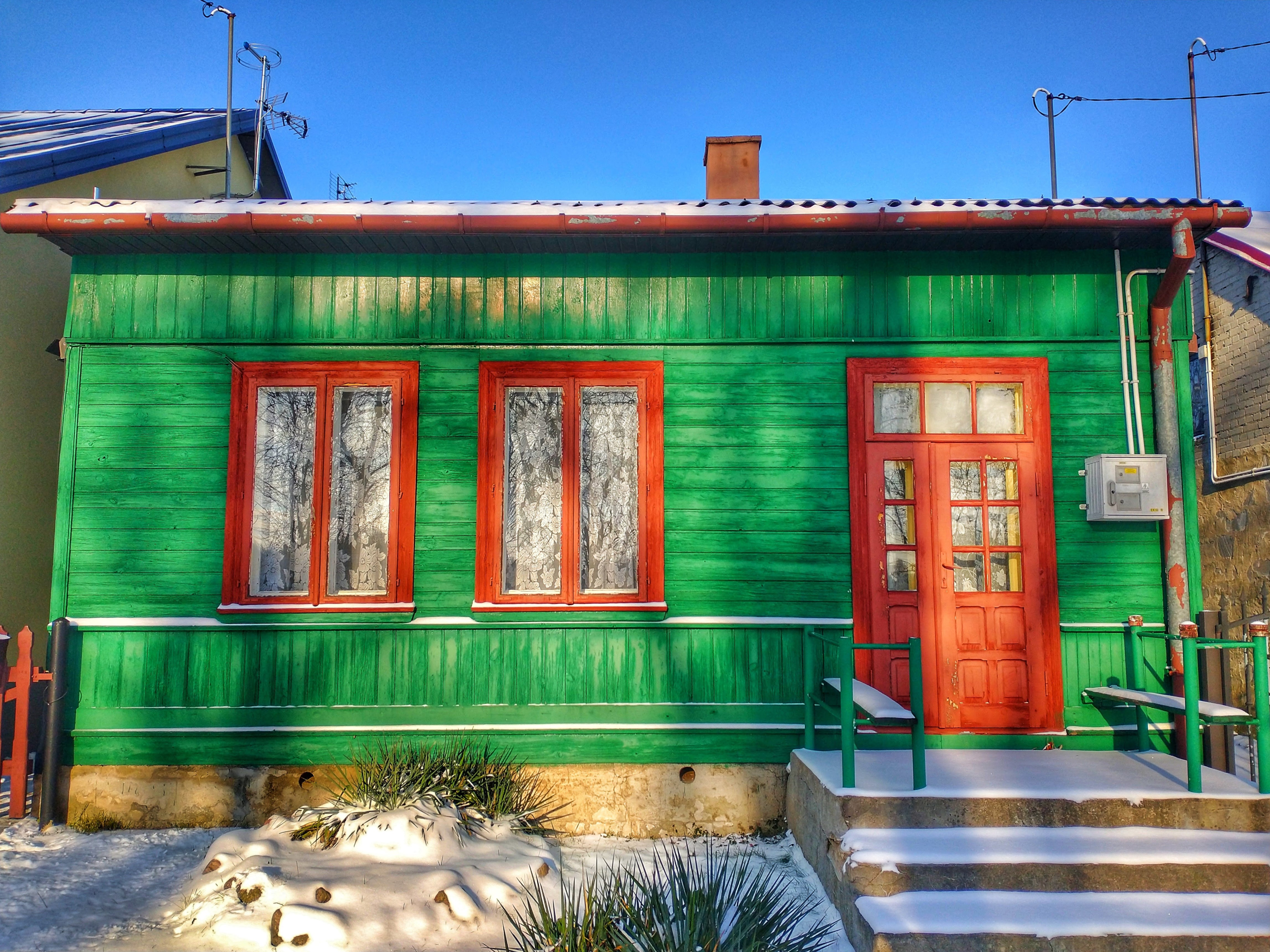
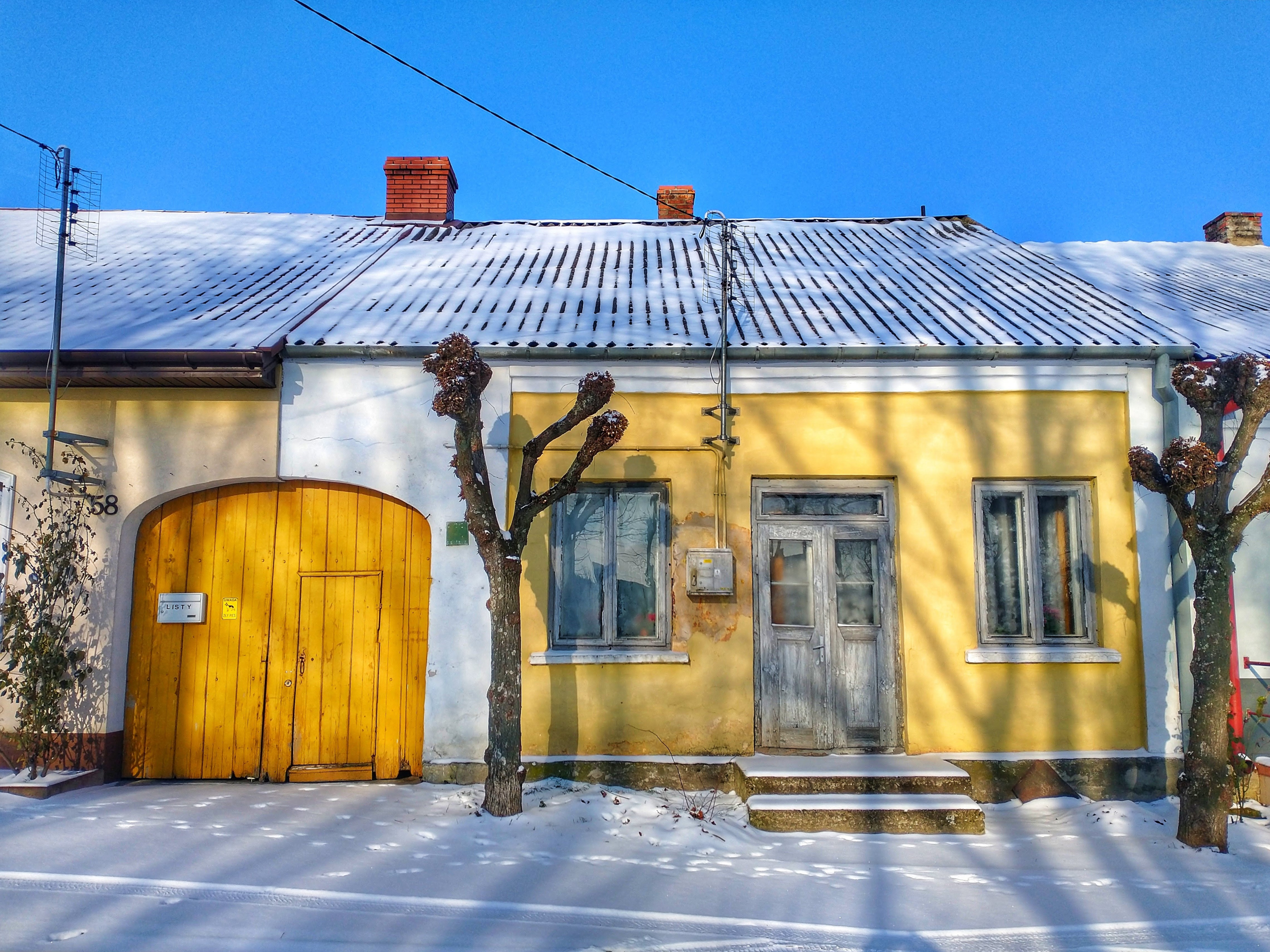

## Sport
W Gielniowie ma siedzibę Ludowy Klub Sportowy „Orzeł” Gielniów, założony w 1947. Stadion mieści jednocześnie 500 widzów. Najwyższy poziom ligowy osiągnięty przez klub to klasa okręgowa.